# Yamamoto Tatsuo
Yamamoto Tatsuo est un nom japonais traditionnel ; le nom de famille (ou le nom d'école), Yamamoto, précède donc le prénom (ou le nom d'artiste).
Yamamoto Tatsuo (山本 達雄) (7 avril 1856 - 2 novembre 1947) est un homme politique japonais qui fut gouverneur de la banque du Japon de 1898 à 1903. Il fut également membre de la chambre des pairs du Japon et ministre dans les gouvernements d'avant-guerre.

## Biographie
Fils cadet d'un samouraï, Yamamoto est né dans le domaine d'Usugi (actuelle préfecture d'Ōita). Après la restauration de Meiji, à 19 ans, il se rend à Osaka, puis à Tokyo à 22 ans pour étudier dans une école dirigée par la société Mitsubishi. La carrière de Yamamoto commence avec un emploi de professeur à l'université de commerce d'Osaka. À 26 ans, il en est nommé principal.
En 1883, Yamamoto se tourne vers le commerce et obtient un poste dans la compagnie navale Nippon Yusen Kaisha, affiliée à Mitsubishi, où il gravit rapidement les échelons. En 1890, il rejoint la banque du Japon, et est nommé en 1895 président de la banque d'espèces de Yokohama (en). En avril 1896, afin de mieux se familiariser avec les questions relatives à l'étalon-or, il se rend en Angleterre où il est nommé au conseil de direction de la filiale locale de la banque du Japon. En octobre 1898, à la demande pressante du gouverneur de la banque, Iwasaki Yasunosuke, il est rappelé pour prendre le poste de gouverneur de la banque du Japon. Il est à cette époque employé par la banque depuis huit ans et a 43 ans.
Yamamoto est gouverneur de la banque du 20 octobre 1898 au 19 octobre 1903. Durant son mandat, l'économie japonaise connait plusieurs crises en rapport à l'échange de devises internationales et aux étalons or et argent. Cependant, sa plus grande préoccupation est le déficit grandissant du budget du gouvernement japonais. En tant que gouverneur de la banque du Japon, Yamamoto refuse de céder à la pression politique de la Diète du Japon, du cabinet, et du genrō pour influencer ses politiques fiscales. Quand cette pression politique est exercée sur ses subordonnés, provoquant onze démissions de protestation chez les hauts-dirigeants, Yamamoto utilise l'opportunité pour remplacer les positions vacantes pour des proches partisans de ses politiques. Ses actions sont déterminantes sur la question de la future indépendance de la banque du Japon vis-à-vis de la politique. En 1903, les efforts combinés d'Itō Hirobumi et Yamagata Aritomo pour déloger Yamamoto de son poste portent leurs fruits. Il devient ensuite membre de la chambre des pairs du Japon puis président de la Nippon Kangyō Ginkō en 1909.
En 1911, le Premier ministre Saionji Kinmochi reconnait la nécessité de la présence d'un expert en finances pour réformer le ministre des Finances durant son second gouvernement, et nomme Yamamoto à la tête de ce ministère. C'est la première fois qu'une homme d'affaires est nommé à un poste de ministre et cela crée un précédent dans le choix d'hommes du monde des affaires pour les ministères de l'économie et des finances. Cependant, avec la crise financière qui suit la guerre russo-japonaise, Yamamoto s'oppose fortement aux demandes de l'armée impériale japonaise de fonds supplémentaires pour de nouvelles divisions d'infanterie. Cette querelle mène à la chute du gouvernement de Saionji en 1912 lors de la crise politique Taishō. Par la suite, Yamamoto rejoint le parti politique Rikken Seiyūkai.
Au début de l'ère Taishō, dans le premier gouvernement de Yamamoto Gonnohyōe, Yamamoto est nommé ministre de l'Agriculture et du Commerce. Un autre ancien gouverneur de la banque du Japon, Takahashi Korekiyo, est également choisi pour devenir ministre des Finances, dans l'espoir d'une refonte fiscale du gouvernement japonais. Cependant, ce gouvernement chute très vite en raison du scandale Siemens. Yamamoto redevient néanmoins ministre de l'Agriculture et du Commerce dans les gouvernements suivants de Hara Takashi et Takahashi de 1918 à 1922.
En 1925, Yamamoto rejoint le nouveau parti Seiyūhontō (en) en même temps qu'Ichirō Hatoyama. Cependant, le parti ne réussit pas à gagner le soutien populaire et fusionne vite avec le Kenseikai pour former le Rikken Minseitō. En tant qu'ancien membre du parti rival Seiyūkai, Yamamoto se retrouve exclu des plus hautes positions du gouvernement jusqu'en 1932 où il est nommé ministre de l'Intérieur dans le gouvernement de Saitō Makoto à la suite de l'incident du 15 mars. En tant que ministre de l'Intérieur, il met en place une interprétation plus sévère des lois de préservation de la paix.
Yamamoto continue de siéger à la chambre des pairs jusqu'à sa dissolution par les forces d'occupation américaines après la guerre et il meurt en 1947 à 91 ans. Sa tombe se trouve au cimetière d'Aoyama de Tokyo.